# Amr Diab
Pour les articles homonymes, voir Diab.
 (juillet 2021).
Si vous disposez d'ouvrages ou d'articles de référence ou si vous connaissez des sites web de qualité traitant du thème abordé ici, merci de compléter l'article en donnant les références utiles à sa vérifiabilité et en les liant à la section « Notes et références ».
 (juillet 2021).
La mise en forme du texte ne suit pas les recommandations de Wikipédia : il faut le « wikifier ».
Les points d'amélioration suivants sont les cas les plus fréquents. Le détail des points à revoir est peut-être précisé sur la page de discussion.
- Les titres sont pré-formatés par le logiciel. Ils ne sont ni en capitales, ni en gras.
- Le texte ne doit pas être écrit en capitales (les noms de famille non plus), ni en gras, ni en italique, ni en « petit »…
- Le gras n'est utilisé que pour surligner le titre de l'article dans l'introduction, une seule fois.
- L'italique est rarement utilisé : mots en langue étrangère, titres d'œuvres, noms de bateaux, etc.
- Les citations ne sont pas en italique mais en corps de texte normal. Elles sont entourées par des guillemets français : « et ».
- Les listes à puces sont à éviter, des paragraphes rédigés étant largement préférés. Les tableaux sont à réserver à la présentation de données structurées (résultats, etc.).
- Les appels de note de bas de page (petits chiffres en exposant, introduits par l'outil «  Source ») sont à placer entre la fin de phrase et le point final[comme ça].
- Les liens internes (vers d'autres articles de Wikipédia) sont à choisir avec parcimonie. Créez des liens vers des articles approfondissant le sujet. Les termes génériques sans rapport avec le sujet sont à éviter, ainsi que les répétitions de liens vers un même terme.
- Les liens externes sont à placer uniquement dans une section « Liens externes », à la fin de l'article. Ces liens sont à choisir avec parcimonie suivant les règles définies. Si un lien sert de source à l'article, son insertion dans le texte est à faire par les notes de bas de page.
- La présentation des références doit suivre les conventions bibliographiques. Il est recommandé d'utiliser les modèles {{Ouvrage}}, {{Chapitre}}, {{Article}}, {{Lien web}} et/ou {{Bibliographie}}. Le mode d'édition visuel peut mettre en forme automatiquement les références.
- Insérer une infobox (cadre d'informations à droite) n'est pas obligatoire pour parachever la mise en page.

Pour une aide détaillée, merci de consulter Aide:Wikification.
Si vous pensez que ces points ont été résolus, vous pouvez retirer ce bandeau et améliorer la mise en forme d'un autre article.
Amr Diab (arabe : عمرو دياب  prononciation : [ˈʕɑm.ɾedˈjæːb]), est un chanteur, acteur et compositeur égyptien, né le 11 octobre 1961 à Port-Saïd. Il est l'un des chanteurs les plus populaires en Égypte et dans le Monde arabe. Avec plus de trente albums à son actif et quarante ans de carrière, Amr Diab reste une icône de la chanson arabe moderne.
Il est l'artiste arabe ayant vendu le plus de disques et celui qui détient le record du nombre des World Music Award remportés. Par ailleurs, plusieurs de ses chansons (notamment Tamally Ma'ak, Nour El Ain et Qusad Einy) ont été traduites et reprises par de nombreux autres chanteurs croates, roumains, turcs, indiens, russes, ... voire anglais et espagnols.
Amr Diab, surnommé le Père de la musique méditerranéenne, est avant tout un innovateur dans l'histoire de la musique arabe, ayant introduit plusieurs genres musicaux occidentaux dans la chanson arabe, mais aussi ayant développé la notion de clip vidéo.
Amr Diab est connu aussi par son soutien aux jeunes talents ayant introduit plusieurs artistes qui sont devenus des stars de la composition et de l'écriture dans leur pays (Amr Mostafa, Mohamed Raheem, Aymen Bahgat Amar, Amir Taema, Ahmed Ali Moussa, Khaled Ezz, ...).

## Biographie

### Début
Le père de Amr, Abdel Basset Abdel Aziz Diab, occupe un poste à responsabilité dans la gérance du Canal de Suez alors que sa mère Rokaya est professeur de français. Amr Diab effectue sa première prestation de chant pour la radio égyptienne et interprète l’hymne national de son pays à l’occasion du 23e festival du Port-Saïd en 1968. Le gouverneur de la ville lui a offert une guitare pour son excellence.
Conscient de son talent de chanteur, il obtient son bachelier en musique arabe et est diplômé de l'Académie des arts du Caire en 1986.

### Années 1980
En 1983, il sort son premier album Ya Tareeq grâce à Hany Shenouda, est empreint de musique des années 70 (disco, hawaïen, pop baroque et musique arabe). Cet album sera suivi de deux autres : Ghany Men Albak (1984), Hala hala (1986). Œuvres qui explorent la musique Jeel qui marque une rupture avec la musique arabe classique (tarab). Son album Khalseen (1987) est un retour aux sources folkloriques de la musique égyptienne et arabe avec la participation du musicien Fathy Salama (lauréat d'un Grammy en 2005). La renommée vient avec son cinquième album Mayal (1988). La chanson de l'album connaît un grand succès et Amr devient un chanteur populaire dans tout le monde arabe.
Continuant toujours dans la même veine de Mayal, il sort Shawakna (1989) qui contient la fameuse chanson We Eh Ya'ani, ainsi que Layli inspirée de la chanson Lambada du groupe Kaoma.

### Années 1990
Entre 1990 et 1993, Amr Diab sort cinq albums Matkhafish (1990), Habiby (1991), Ayamna (1992), Ice Cream Fe Glym (1992) et Ya Omrena (1993) où la musique orientale domine.
En 1991, Amr Diab représente son pays aux  Ve Jeux africains où il chante Africa tant en arabe, en anglais qu'en français. Ce concert est retransmis par satellite dans tout le monde arabe et sur CNN.
Pendant cette décennie, il mène également une carrière d'acteur en interprétant des rôles principaux dans trois films : Al Afaret avec Madiha Kamel, Ice Cream Fe Glym (crème glacée à Glym) avec Ashraf Abdelbaki et Simone, film où Diab met un blouson Perfecto et monte une 650 Thunderbird (comme Marlon Brando dans L'Équipée sauvage) et Dihk w Li'b w Gad w Hob (Rire, Jeu, Sérieux et Amour) avec Youssra et Omar Sherif. De ces expériences résultent deux albums : Ice Cream Fe Glym en 1992 (où l'on trouve la chanson très populaire Raseif Nimra Khamsa) et Zekrayat (1994).
Il est alors consacré par plusieurs chaînes de télévision arabes comme le meilleur chanteur arabe des années 1990 et réalise des ventes à chaque fois plus importantes.
Les albums We Yeloumouni (1994) et Ragein (1995) confirment sa vocation pour le renouveau de la musique arabe moderne. Le premier connaît sa première expérience flamenco (deux chansons) et le second contient de nombreux styles musicaux (la samba, le reggae, la ballade sentimentale et les rythmes du Golfe) et plusieurs collaborations fructueuses (comme le grand maestro Yasser Abderrahman, le poète et scénariste Medhat al-Adl).
En 1996, la sortie de Nour El Ain le propulse sur le devant de la scène mondiale, connu dans des pays comme l'Inde, l'Argentine, le Chili, la France, et l'Afrique du Sud.
Le 6 mai 1998, il reçoit sa première World Music Award. La même année, il sort Awedoony, produit par Hamid El Shaery et est enregistré au Caire. Le clip vidéo est tourné sur les berges du Nil. En juillet 1999, Amr sort l'album Amarain qui contient un duo avec le star du Rai Khaled et la diva grecque Angela Dimitrou.

### Années 2000
Avec la sortie de Tamally Ma'ak (album Pop latino par excellence), en juillet 2000, la popularité d'Amr Diab augmente encore. Le clip vidéo est tourné en République Tchèque. Elle est considérée par les fans comme étant la plus réussie. Déjà, il apparaît avec un nouveau look et un style nouveau. La chanson sera traduite et reprise dans plusieurs langues. L'album contient la très célèbre We Heya Amla Eh qui inaugure une longue collaboration pleine de succès avec le poète Bahaa Eddine Mohamed.
En 2001, il sort un autre album Aktar Wahed  qui contient son fameux tube Wala ala balo une fusion entre la musique techno et la musique arabe classique. L'album, où Amr a opté pour une musique plutôt Pop, connaît un succès extraordinaire avec plus de 11 millions d'exemplaires vendus et lui vaut sa deuxième World Music Award. Son album suivant Allem Alby (2003), il est considéré comme l'album le plus mature du chanteur, caractérise par sa musique douce, comportant plusieurs chansons qui ont pour sujet la séparation douloureuse et la triste nostalgie. Bien que la musique R&B domine, on trouve aussi un morceau de musique orientale classique Habiby Ya Omry et un titre rock Khaleeny Ganbak.

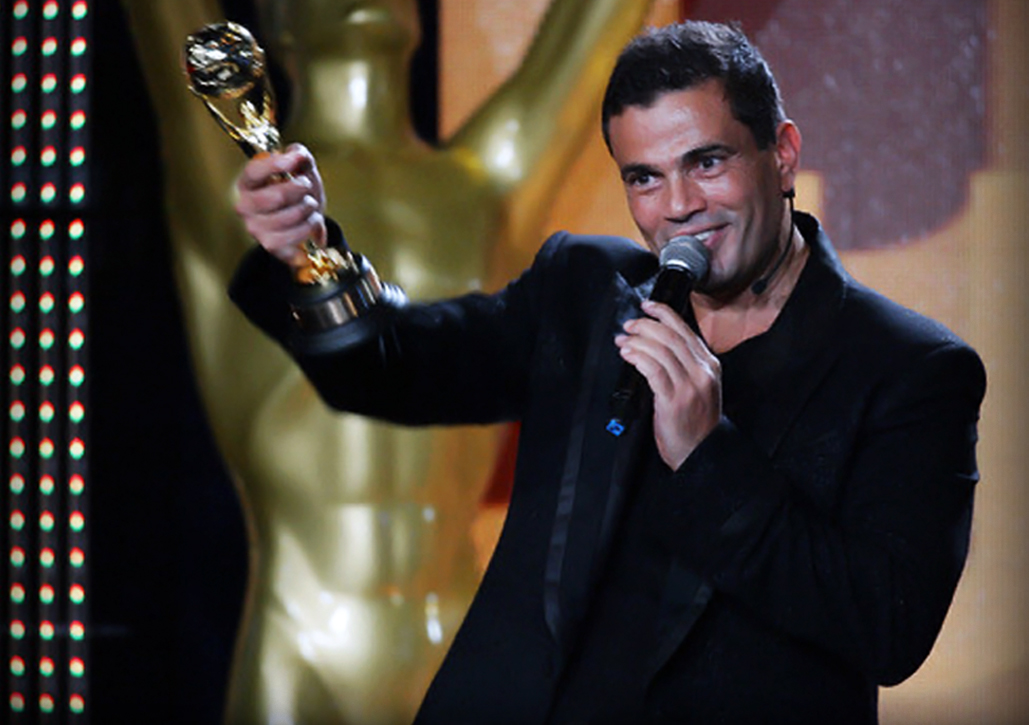
Amr Diab recevant sa troisième World Music Award

Après avoir quitté la maison de disque Alam El Phan, il signe avec Rotana et sort son vingt-et-un album Lealy Nahary (2004). Amr Diab entame une nouvelle période de succès. L'album contient des chansons très rythmés, marquées par la Dance-pop qui se marient parfaitement à la saison estivale. En décembre 2005, Amr Diab sort l'album Kammel Kalamak, vendu à 1,5 million d'exemplaires en 2006.
Après deux années de labeur, El Hadaba (surnom d'Amr Diab) sort son album à grand succès El Lilady (2007), avec son tube Ne'ol Eh, une chanson tribal house dont le clip vidéo est tournée aux Etats-Unis. L'album obtient sa troisième World Music Award. Amr Diab offre une ambiance plus joyeuse avec des styles latinos (jazz cubain, rumba, bossa nova, reggaeton, tango) et même une chanson pop rock avec une steel guitar Khalleek Ma'aya.
En 2009, Wayah devient l'un des albums les plus vendus de sa carrière avec 3 millions d'exemplaires et obtient 3 African music award. Amr Diab a su produire un mélange de styles house, latino et oriental. Par ailleurs, il sort deux clips pour ses chansons Wayah et Ba'adem Alby.

### Années 2010

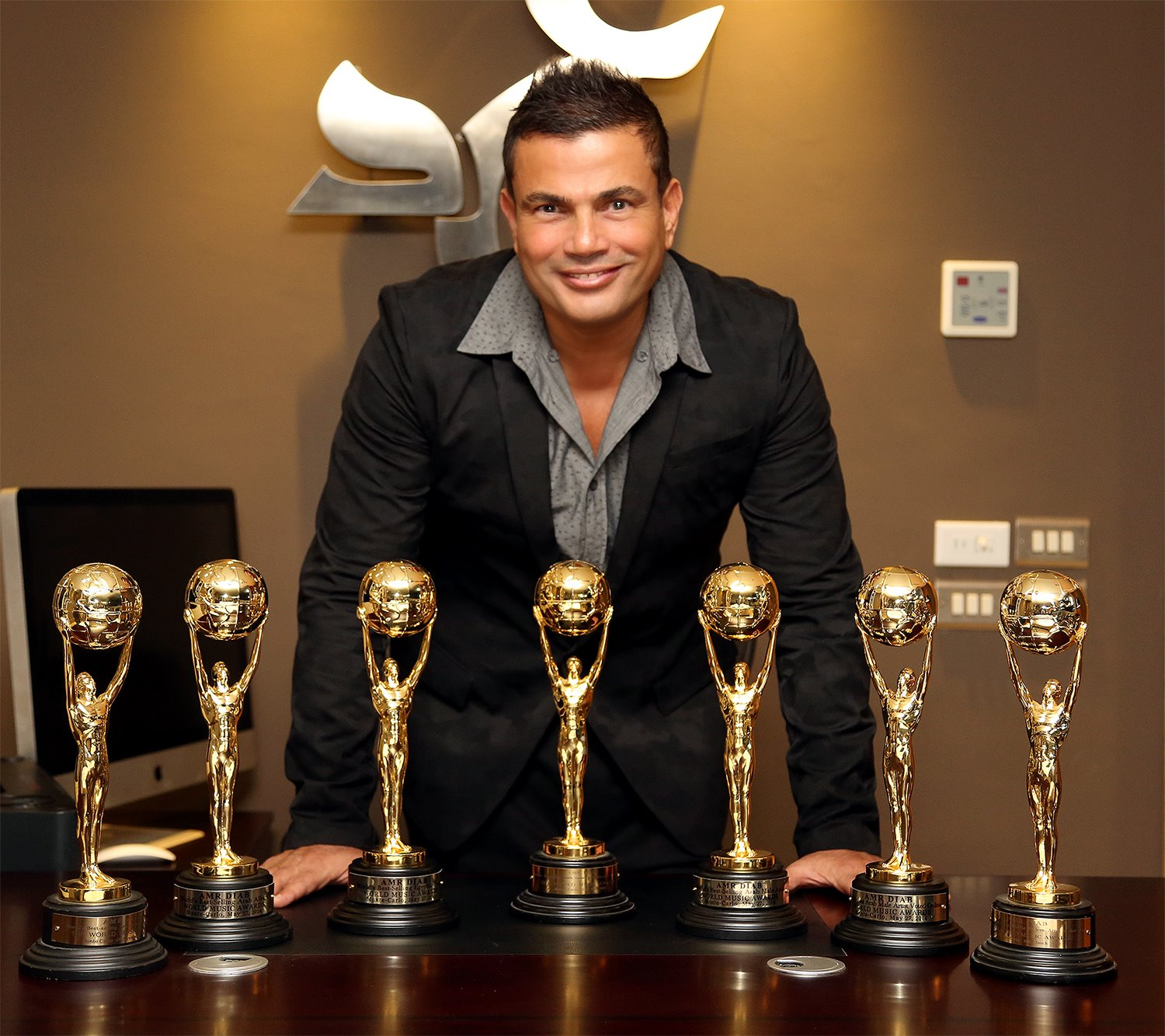
Amr Diab avec ses sept World Music Awards.

Après la victoire de l'équipe nationale de l'Égypte à la CAN 2010, Amr Diab a été convoqué au stade international du Caire pour faire un concert pour les joueurs de l'équipe nationale de l'Égypte. La même année, il tente une expérience très audacieuse mais réussie en sortant un mini-album qui contient une seule chanson avec son remix et version instrumental. Aslaha Betefre a un grand succès en Espagne grâce à sa musique house accompagnée d'une guitare flamenca.
À la fin de l'année 2011, Amr Diab sort un nouvel album préférant continuer à travailler malgré les événements politiques. Banadeek Ta'ala, dont Amr compose la majorité des chansons, est un album expérimental où il met en œuvre de nouvelles techniques de composition et de production musicale (avec la collaboration du producteur Adel Hakki). L'album contient ainsi des chansons EDM (electro house, latin house, nu-disco, garage house), latino (reggaeton, son montuno, boléro) et d'autres genres comme le pop rock, la musique grecque et orientale.
En 2014, Amr Diab remporte quatre World Music Award grâce à son album El Leila sorti en 2013 (meilleur chanteur égyptien, meilleur chanteur arabe, album le plus vendu au Moyen-Orient, meilleur chanteur arabe par vote). L'album contient de nombreux hits notamment El Leila, mélange de musique latine, de flamenco et de musique électronique (son clip est tourné à Mykonos), Khalina Lewahdina; une chanson très rythmée, la très sentimentale Sebt Faragh Kibeer et bien d'autres chansons aux rythmes joyeux.
La même année, Amr sort son dernier album produit par Rotana, Shoft El Ayam. L'album tient la première place dans le classement Billboard catégorie World music (le seul chanteur arabe à avoir atteint cette place). Il tient de même la première place sur iTunes pour plusieurs semaines dans la plupart des pays arabes. Dans cet album, Amr dédie une chanson à sa fille Jana.
Après avoir quitté Rotana, Diab crée sa propre maison de disques Nay. Elle produit le clip de son single (2015) El Qahira; un duo avec Mohamed Mounir en promotion de la capitale égyptienne. Un an après, il sort son album très rock (quatre titres sur douze; une première dans la carrière du chanteur), Ahla W Ahla. Sur la couverture, Amr en véritable rock star met un blouson Perfecto noir avec un t-shirt blanc et des bottines chukka. L'album contient aussi deux tubes inspirés de la musique zumba, mais aussi une chanson qui trouve ses sources dans la tradition du mawwal (Amentak).
À l'occasion du mois sacré du Ramadan 2016, il sort un album assez spécial réunissant des prières islamiques Mn Asmaa Allah Al Hosna, tous écrits par son ami de toujours le poète Magdy El Naggar (mort en 2014) et composés par Amr lui-même.
Le 28 septembre 2016, le chanteur égyptien inscrit son nom dans le Livre Guinness des records comme étant le chanteur arabe avec le plus de World Music Awards.
Suivant le succès éclatant de son premier album avec Nay, il sort en 2017 son trentième album intitulé Meaddy El Nas qui tient d'emblée la première place sur l'iTunes de plusieurs pays arabes, la deuxième place dans le classement  Billboard catégorie World music et ses chansons dépassent un million de vue dès les premiers jours sur YouTube. Dans cet album Amr offre une variété de genres musicaux comme la tropical house, le moombahton, le nouveau flamenco, la salsa et le rock symphonique.
Le 25 juillet 2018, Amr Diab publie sur sa page Facebook, le poster de son nouvel album qui sera intitulé Kol Hayaty. Cet album connaît le retour de plusieurs artistes comme Mohamed Raheem, Tarek Madkour et Nader Hamdy après une longue absence. Cependant, la grande surprise de l'album, c'est la collaboration avec le DJ américain Marshmello, avec qui il signe la chanson Bayen Habeit,,. L'album contient plusieurs styles musicaux comme l'indie folk, le new jack swing, le dancehall, l'electropop ou encore la piano ballade.
Le 8 avril 2019, Amr Diab publie un nouveau single sur YouTube, Elle réunit les rythmes du Golfe et les rythmes de la musique latine tout en utilisant des instruments de différentes cultures : le fameux instrument marocain Loutar, le fameux instrument turc le cümbüş et l'instrument russe la balalaïka ! Tout cela avec la Guitare flamenca ! Poursuivant toujours son activité, il publie encore un single et une nouvelle version de son ancienne chanson culte Africa et ce avec Vodafone.
Le 12 février 2020, Amr sort son nouvel album Sahran et il contient pour la première fois une chanson avec sa fille Jana. Après Sahran il sort en décembre de la même année l'album Ya Ana Ya La.

## Performances en concert

### Membres du groupe
Depuis une vingtaine d'années, Amr Diab se produit en concert avec son propre groupe qui se compose des membres suivants :
- Claviers : Ezz El Dakroury - Tarek El Tahtawy
- Percussion : Ahmed El Nasser
- Batterie : Ahmed Rabie
- Basse : Yehia Ghannam
- Guitares : Amr Tantawi - Mostafa Aslan
- Ney : Nabil Bergas
- Violon : Yehia El Mogy
- Tabla : Ashraf Hassanein
- Daf : Refaat Naguib
- Choristes : Assem Fawzy - Alaa Abd Elkhalek - Hassan El Helw

Mais, il invite occasionnellement d'autres musiciens. Par exemple, Nader Hamdy (arrangeur musical) et Ahmed Fahmy lors de la tournée de son album Lealy Nahary, Osama El Hendy lors de la tournée de l'album Ahla W Ahla ou encore Ahmed Hussein lors des dernières tournées.

### Déroulement des concerts

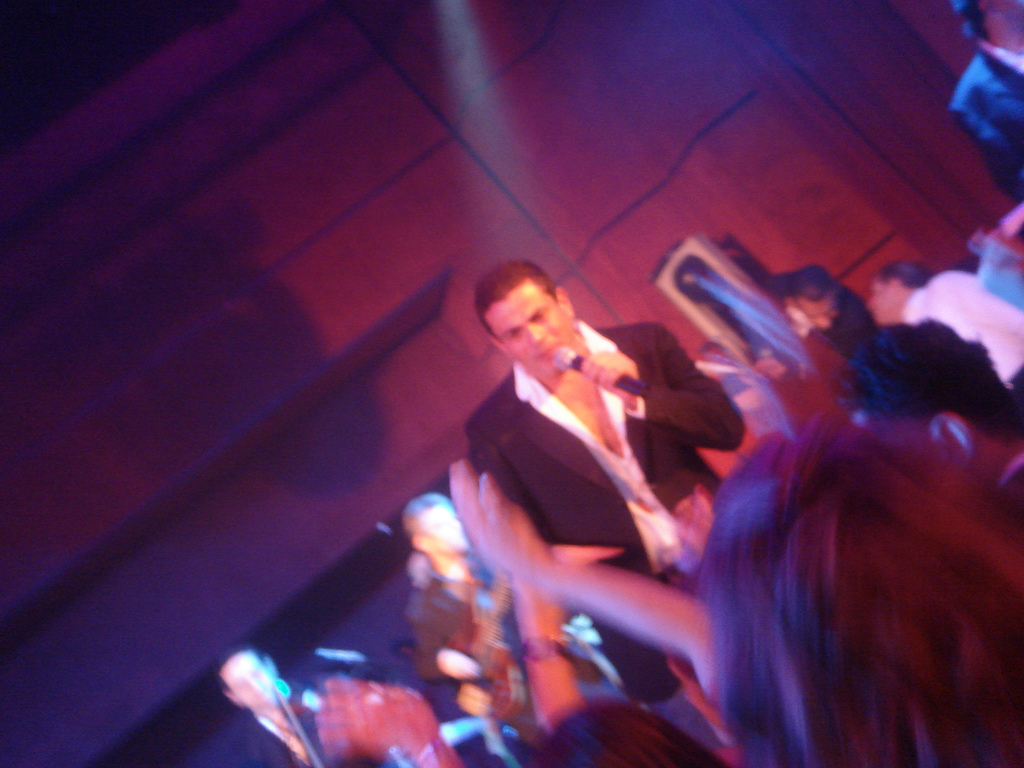
Amr Diab lors d'un concert en 2005

Les concerts d'Amr Diab, auxquels assistent des milliers de ses fans, sont de véritables spectacles où le chanteur exploite toutes les capacités impressionnantes de sa voix, qui peut soutenir de longues notes et produire des mélismes compliqués surtout dans les mawwals. En effet, Amr peut transformer toute la chanson que ce soit en matière de composition, de musique (comme lorsqu'il chante Ana Ayesh, sa chanson R&B avec un rythme oriental; maksoum), la conclure par un mawwal ou ajouter un couplet exclusif.
Par ailleurs, Amr Diab fait des pauses pendant ses spectacles, pour discuter avec son public, présenter certains paroliers ou compositeurs présents dans un nouvel album ou expliquer l'histoire d'une chanson ou son genre musical (comme lorsqu'il explique, lors de la tournée de Wayah , la différence entre le reggaeton et le rythme oriental).
Durant chaque concert Amr chante deux medleys; celui réunissant ses classiques (Ragein, El Mady, Matkhafsh, Shawakna...) et celui réunissant certaines de ses chansons rythmées (Law Ashkany, Nour El Ain, El Alem Allah, Gamalo, Lealy Nahary...).

### Chansons inédites
De temps en temps, El Hadaba chante en exclusivité une nouvelle chanson live. Celle-ci peut sortir dans le prochain album, sinon il la garde dans son archive pour un usage ultérieure. C'est le cas de plusieurs chansons très prisées par le public comme : 
- Al Fakrenak
- Lessa Khayaly
- Ha'adar Ab'id
- Kan Bayen Mn Salamha
- Amana Aleek
- Hekayty Ma'ak
- Mafeesh Haga Esmaha Ady
- Balash Mat'olch
- Ana w Heya

## Documentaire
En 2008, Trois chaînes de télévision (Rotana cinema, Rotana music et la première chaîne égyptienne) ont diffusé une émission en douze épisodes consacré à Amr Diab qui raconte ses 25 ans de carrière et qui s'appelle El Helm (Le rêve). La narration de l'histoire a été faite par l'acteur Izzat abou Aouf. L'émission contient de nombreuses interventions des grands de la critiques musicales, de la composition, du journalismes et de la musique en général.

## Vie privée
Diab a une fille aînée appelée Nour de son premier mariage avec l'actrice égyptienne Shereen Reda.  En 1994, il était marié à la femme d'affaires saoudienne Zina Ashour. Ils ont trois enfants (Abdallah, Kenzy et Jana) . En 2018, il a épousé une autre actrice égyptienne, Dina El Sherbiny après la fin de sa relation avec Zina Ashour. Cependant, Diab et El Sherbiny se sont séparés fin 2020.

## Engagements
Amr Diab évite de parler de ses idées politiques, mais il a réalisé quelques chansons engagées au cours de sa carrière, comme Raseif Nimra Khamsa sortie en 1992 où il critique la privatisation des sociétés publiques en Égypte et les Accords de Camp David, El Quds Di Ardena en 2000 en soutien à l'Intifada en Palestine, Wahed Minena en 2010 un hommage à l'ancien président égyptien (la chanson a été reprise par la télévision égyptienne officielle pour un clip de propagande pour Mubarak) et Masr Qalet en 2011 en hommage aux jeunes morts lors des événements de la même année en Égypte.

## Discographie

### Albums studio
- Ya Tareeq (1983)
- Ghany Men Albak (1984)
- Ya Helwa (1985)
- Hala hala (1986)
- Asef (1986)
- Khalseen (1987)
- Menin Ageeb Nas (1987)
- Mayal (1988)
- Shawaqna (1989)
- Matkhafish (1990)
- Habiby (1991)
- Ice Cream Fe Glym (1992)
- Ayamna (1992)
- Ya Omrena (1993)
- Zekrayat (1994)
- We Yeloumouni (1994)
- Ragein (1995)
- Nour Al Ain (1996)
- Awedony (1998)
- Amarain (1999)
- Tamally Ma'ak (2000)
- Aktar Wahed (2001)
- Allem Alby (2003)
- Lealy Nahary (2004)
- Kammel Kalamak (2005)
- El Lilady (2007)
- Wayah (2009)
- Aslaha Betefre' (2010)
- Banadeek Taala (2011)
- El Leila (2013)
- Shoft El Ayam (2014)
- Ahla W Ahla (2016)
- Ahla W Ahla (summer edition) (2016)
- Mn Asmaa Allah Al Hosna (2016)
- Meaddy El Nas (2017)
- Kol Hayaty (2018)
- Sahran (2020)
- Ya Ana Ya La (2020)

### Albums live
- Ahla W Ahla live (2016)

### Compilations
- Greatest Hits 1986-1995
- Greatest Hits 1996-2003
- Rewind (Bahebak) 2001
- Ahla ma Ghanna 2004-2014

### Singles
- Sawt Wadi El Nil (1983)
- Ala Eh (1995)
- Mahma Kbert Sugheir (1998)
- Mana Olta'lak (1998)
- Eleos (1999)
- Roh Alby (2001)
- Bahebak (2002)
- Salemtelak (2003)
- Ya Nasy Wa'adak (2004)
- Sebtak (2006)
- Allah Aleeha (2007)
- We Hyat Einek (2008)
- Heniet El Dunia (2008)
- Ana Delwa'ty (2008)
- Elli Beyni W Beynak (2009)
- Law Ader (2009)
- Leh (2009)
- Makontsh Nawy (2009)
- Enta El Waheed (2010)
- Yama (2010)
- El Helm Da Helmena (2010)
- La Yestahel (2011)
- Fi Haga Feek (2012)
- We Redeet (2012)
- Ayesh Ma'ak (2012)
- Dawam El Haal (2013)
- Ya Hob Dawebna (2015)
- Mesh Kol Wahed (2015)
- Balash Teb'ed (2015)
- El Qahira (2016)
- Al Fakrenak (live) (2017)
- El Farha El Leila (2017)
- Bahebak Ana (2018)
- Ma'darsh Al Nesyan (2019)
- Gamaa Habybak (2019)
- Africa (2019)
- Ya Baladna Ya Helwa (2020)
- Malak Ghayran (2020)
- Amaken El Sahar (2020)
- Ahe Ahe (2020)
- El Gaw Gameel (2020)
- El Donia El Helwa (2021)
- El Donia Betorqos (2021)
- Etqal (2021)
- Ahla We Nos (2021)

## Filmographie
- Assajinatan (Les Prisonnières, 1988)
- Al Afaret (Les Lutins, 1990)
- Ice Cream Fe Glym (Crème glacée à Glym, 1992)
- Dihk w Li'b w Gad w Hob (Rire, Jeu, Sérieux et Amour, 1993)

## Récompenses et distinctions
Durant sa carrière, Amr Diab a reçu régulièrement des distinctions diverses parmi lesquelles[source insuffisante] : 
- meilleure chanson de l'année en Egypte Mayal (1988)
- 5 disques de Platine (1990, 1991, 1992, 1993, 1996)
- 7 World Music Awards (1996, 2001, 2007, 2013 (4 trophées))
- 6 African Music Awards (2009, 2010)
- Big Apple Music Awards (2009)
- Livre Guinness des records (2016)
- Joy Awards (2019)